# Tai Wai

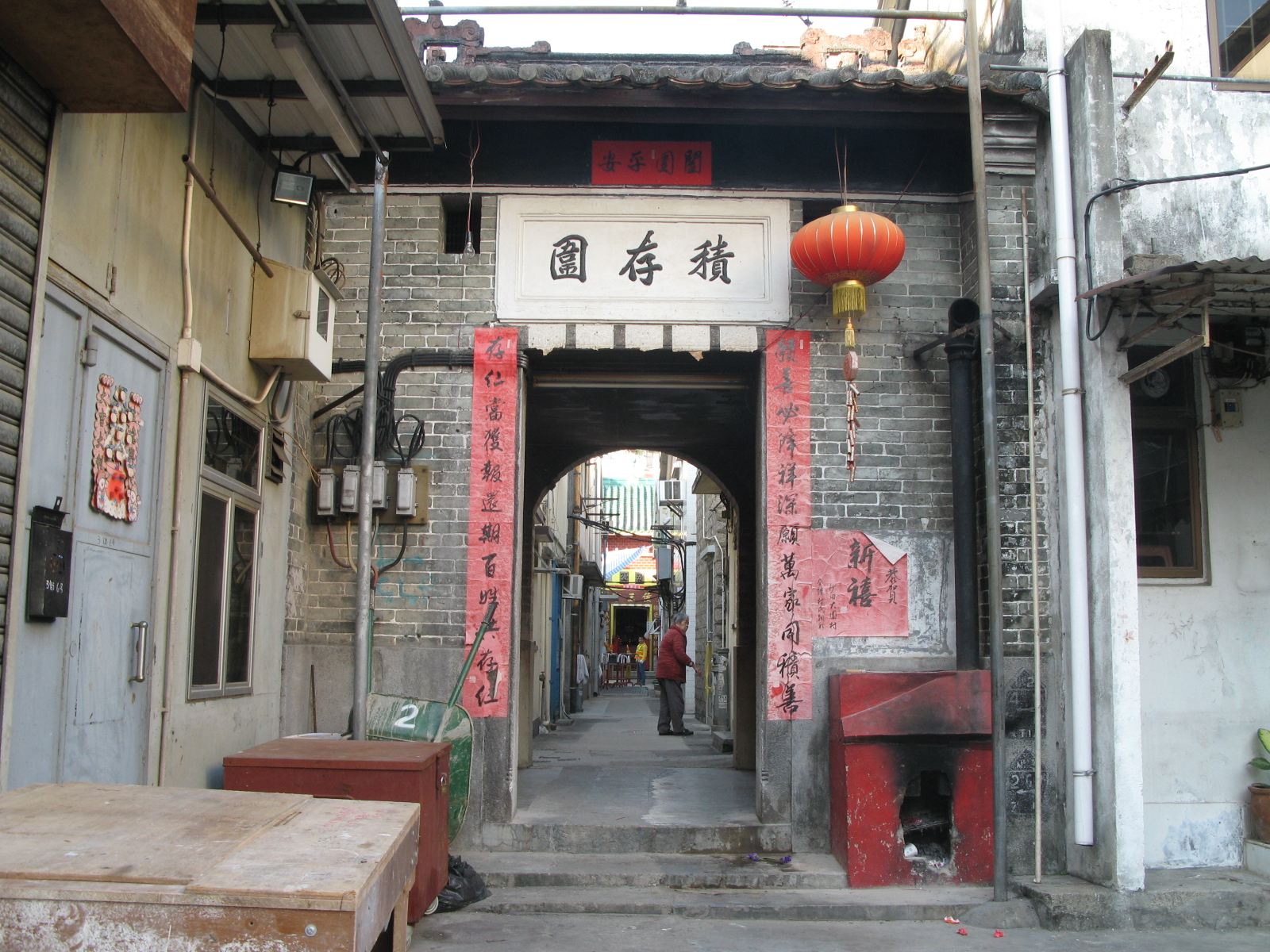
Vista di Tai Wai

Tai Wai (ˌtaɪ ˈwaɪ) è un'area di Hong Kong, appartenente ai cosiddetti Nuovi Territori. Si trova nel distretto di Sha Tin.

## Storia
Tai Wai fu costruita nel 1574, durante la dinastia Ming e prese forma da un villaggio tradizionale cinese di contadini. All'epoca si chiamava Chik Chuen Wai (in cinese: 積存圍). Negli anni 1970 funse da complesso industriale, ma oggi poche fabbriche sono ancora in funzione; la maggior parte di esse viene utilizzata come magazzino. 
Il villaggio di Tai Wai era il più grande e il più vecchio nel territorio di Sha Tin ed era originariamente composto da 16 famiglie. La più numerosa era la famiglia "Wai", secondo la leggenda discendente dal famoso generale Han Xin della dinastia Han. I discendenti Han hanno poi cambiato il loro cognome in "Wai".

## Trasporti
La sua stazione MCR collega le linee "Ma On Shan Line" e "East Rail Line".
A Tai Wai vi sono ben 5 terminal bus:
- Mei Lam (美林巴士總站)
- Mei Tin (美田巴士總站)
- Sun Chui (新翠巴士總站)
- Hin Keng (顯徑巴士總站)
- Stazione ferroviaria di Tai Wai (大圍鐵路站總站)